# 芸者小夏
『芸者小夏』（げいしゃこなつ）は、舟橋聖一の小説およびこれを原作とする映画。
1952年に新潮社より出版された。

## 映画
1954年3月31日に公開された。製作・配給はともに東宝。モノクロ、スタンダード。翌1955年、続編『芸者小夏 ひとり寝る夜の小夏』（監督青柳信雄）が製作・公開された。

### スタッフ
- 監督：杉江敏男
- 製作：佐藤一郎
- 原作：舟橋聖一
- 脚本：梅田晴夫
- 音楽：飯田信夫
- 撮影：玉井正夫
- 美術：村木忍
- 録音：下永尚
- 照明：石井長四郎

### キャスト
- 岡田茉莉子
- 池部良
- 森繁久彌
- 中北千枝子
- 御橋公
- 杉村春子

## テレビドラマ
1963年6月12日から1964年6月3日まで、TBS系列の『髙島屋バラ劇場』でテレビドラマ化された。

### キャスト
- 朝丘雪路
- 柳永二郎
- 増田順司
- 城山順子

| TBS 髙島屋バラ劇場 | TBS 髙島屋バラ劇場        | TBS 髙島屋バラ劇場 |
| 前番組             | 番組名                    | 次番組             |
| ------------------ | ------------------------- | ------------------ |
| 抱かれた花嫁       | 芸者小夏 （テレビドラマ） | 雨夜の星           |

| スタブアイコン | サブスタブ | この項目は、まだ閲覧者の調べものの参照としては役立たない、文学に関連した書きかけの項目です。この項目を加筆・訂正などしてくださる協力者を求めています（P:文学、PJ:ライトノベル）。項目が小説家・作家の場合には{Writer-substub}を、文学作品以外の本・雑誌の場合には{Book-substub}を貼り付けてください。 |